# Coupe de Russie (patinage artistique)
Pour les articles homonymes, voir Coupe de Russie.

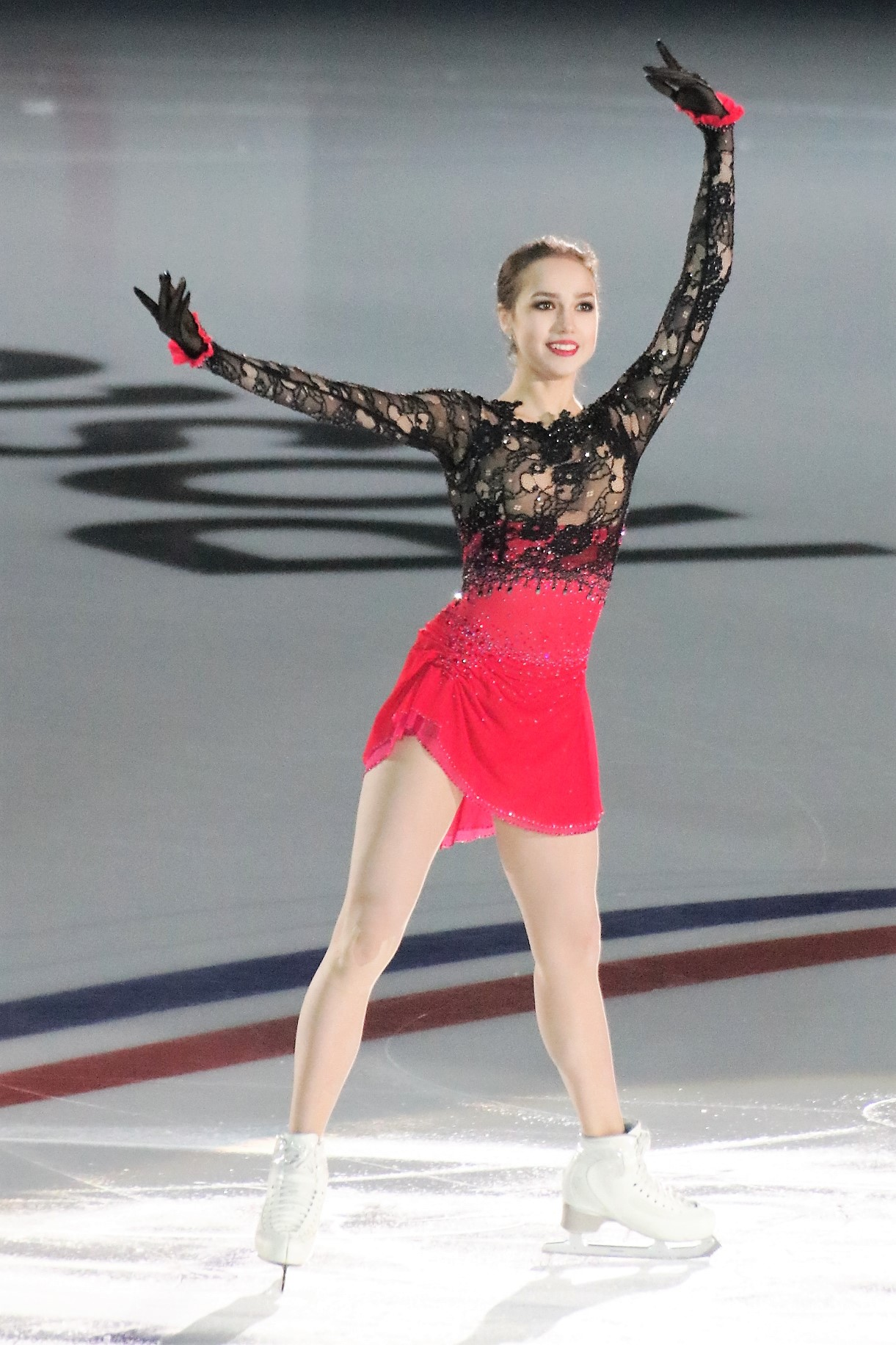
Alina Zagitova à la Coupe de Russie de 2018.

La Coupe de Russie est une compétition internationale de patinage artistique. C'est la cinquième compétition du Grand Prix ISU et elle a habituellement lieu vers la fin de novembre. La compétition se déroule habituellement à Saint-Pétersbourg ou à Moscou.
La première compétition de la Coupe de Russie a lieu en 1996 à Saint-Pétersbourg. Depuis 2009, elle porte également le nom de Rostelecom Cup.
L'ancêtre de la Coupe de Russie est le Moscou Skate qui a été organisé dans la capitale soviétique de 1966 à 1990.
Les éditions 2022, 2023, 2024 et 2025 de la coupe de Russie sont remplacées par des Grands-Prix en Finlande, après que l'Union internationale de patinage a interdit à la fédération de Russie d'organiser des compétitions internationales en raison de l'invasion russe de l'Ukraine le 24 février 2022.

## Médaillés

### Messieurs
| Édition | Lieu              | Or                  | Argent              | Bronze                 |
| ------- | ----------------- | ------------------- | ------------------- | ---------------------- |
| 1996    | Saint-Pétersbourg | Aleksey Urmanov     | Aleksey Yagudin     | Michael Weiss          |
| 1997    | Saint-Pétersbourg | Aleksey Yagudin     | Evgeni Plushenko    | Vyacheslav Zahorodnyuk |
| 1998    | Moscou            | Aleksey Urmanov     | Evgeni Plushenko    | Aleksandr Abt          |
| 1999    | Saint-Pétersbourg | Evgeni Plushenko    | Aleksandr Abt       | Zhangxin Guo           |
| 2000    | Saint-Pétersbourg | Evgeni Plushenko    | Ilia Klimkin        | Matthew Savoie         |
| 2001    | Saint-Pétersbourg | Evgeni Plushenko    | Roman Serov         | Ivan Dinev             |
| 2002    | Moscou            | Evgeni Plushenko    | Chengjiang Li       | Aleksandr Abt          |
| 2003    | Moscou            | Evgeni Plushenko    | Chengjiang Li       | Frédéric Dambier       |
| 2004    | Moscou            | Evgeni Plushenko    | Johnny Weir         | Zhang Min              |
| 2005    | Saint-Pétersbourg | Evgeni Plushenko    | Stéphane Lambiel    | Johnny Weir            |
| 2006    | Moscou            | Brian Joubert       | Johnny Weir         | Ilia Klimkin           |
| 2007    | Moscou            | Johnny Weir         | Stéphane Lambiel    | Andrei Griazev         |
| 2008    | Moscou            | Brian Joubert       | Tomáš Verner        | Alban Préaubert        |
| 2009    | Moscou            | Evgeni Plushenko    | Takahiko Kozuka     | Artem Borodulin        |
| 2010    | Moscou            | Tomáš Verner        | Patrick Chan        | Jeremy Abbott          |
| 2011    | Moscou            | Yuzuru Hanyu        | Javier Fernández    | Michal Březina         |
| 2012    | Moscou            | Patrick Chan        | Takahiko Kozuka     | Michal Březina         |
| 2013    | Moscou            | Tatsuki Machida     | Maksim Kovtun       | Javier Fernández       |
| 2014    | Moscou            | Javier Fernández    | Sergey Voronov      | Michal Březina         |
| 2015    | Moscou            | Javier Fernández    | Adian Pitkeev       | Ross Miner             |
| 2016    | Moscou            | Javier Fernández    | Shoma Uno           | Alexei Bychenko        |
| 2017    | Moscou            | Nathan Chen         | Yuzuru Hanyu        | Mikhail Kolyada        |
| 2018    | Moscou            | Yuzuru Hanyu        | Moris Kvitelashvili | Kazuki Tomono          |
| 2019    | Moscou            | Aleksandr Samarin   | Dmitri Aliev        | Makar Ignatov          |
| 2020    | Moscou            | Mikhail Kolyada     | Moris Kvitelashvili | Petr Gumennik          |
| 2021    | Sotchi            | Moris Kvitelashvili | Mikhail Kolyada     | Kazuki Tomono          |
| 2022    | Espoo             | Ilia Malinin        | Shun Sato           | Kevin Aymoz            |
| 2023    | Espoo             | Kao Miura           | Shun Sato           | Kevin Aymoz            |
| 2024    | Helsinki          | Yuma Kagiyama       | Kevin Aymoz         | Daniel Grassl          |

### Dames
| Édition | Lieu              | Or                     | Argent                 | Bronze               |
| ------- | ----------------- | ---------------------- | ---------------------- | -------------------- |
| 1996    | Saint-Pétersbourg | Irina Sloutskaïa       | Julia Lautowa          | Olga Markova         |
| 1997    | Saint-Pétersbourg | Irina Sloutskaïa       | Olga Markova           | Surya Bonaly         |
| 1998    | Moscou            | Ielena Sokolova        | Julia Soldatova        | Irina Sloutskaïa     |
| 1999    | Saint-Pétersbourg | Irina Sloutskaïa       | Julia Soldatova        | Ielena Sokolova      |
| 2000    | Saint-Pétersbourg | Irina Sloutskaïa       | Ielena Sokolova        | Sarah Hughes         |
| 2001    | Saint-Pétersbourg | Irina Sloutskaïa       | Viktoria Volchkova     | Angela Nikodinov     |
| 2002    | Moscou            | Viktoria Volchkova     | Sasha Cohen            | Irina Sloutskaïa     |
| 2003    | Moscou            | Elena Liashenko        | Carolina Kostner       | Galina Maniachenko   |
| 2004    | Moscou            | Irina Sloutskaïa       | Shizuka Arakawa        | Julia Sebestyen      |
| 2005    | Saint-Pétersbourg | Irina Sloutskaïa       | Miki Andō              | Yoshie Onda          |
| 2006    | Moscou            | Sarah Meier            | Julia Sebestyen        | Yoshie Onda          |
| 2007    | Moscou            | Kim Yuna               | Yukari Nakano          | Joannie Rochette     |
| 2008    | Moscou            | Carolina Kostner       | Rachael Flatt          | Fumie Suguri         |
| 2009    | Moscou            | Miki Andō              | Ashley Wagner          | Alena Leonova        |
| 2010    | Moscou            | Miki Andō              | Akiko Suzuki           | Ashley Wagner        |
| 2011    | Moscou            | Mao Asada              | Alena Leonova          | Adelina Sotnikova    |
| 2012    | Moscou            | Kiira Korpi            | Gracie Gold            | Agnes Zawadzki       |
| 2013    | Moscou            | Ioulia Lipnitskaïa     | Carolina Kostner       | Mirai Nagasu         |
| 2014    | Moscou            | Rika Hongo             | Anna Pogorilaya        | Alaine Chartrand     |
| 2015    | Moscou            | Elena Radionova        | Ievguenia Medvedeva    | Adelina Sotnikova    |
| 2016    | Moscou            | Anna Pogorilaya        | Elena Radionova        | Courtney Hicks       |
| 2017    | Moscou            | Ievguenia Medvedeva    | Carolina Kostner       | Wakaba Higuchi       |
| 2018    | Moscou            | Alina Zagitova         | Sofia Samodurova       | Lim Eun-soo          |
| 2019    | Moscou            | Alexandra Troussova    | Ievguenia Medvedeva    | Mariah Bell          |
| 2020    | Moscou            | Elizaveta Tuktamysheva | Aliona Kostornaïa      | Anastasiia Guliakova |
| 2021    | Sotchi            | Kamila Valieva         | Elizaveta Tuktamysheva | Maiia Khromykh       |
| 2022    | Espoo             | Mai Mihara             | Loena Hendrickx        | Mana Kawabe          |
| 2023    | Espoo             | Kaori Sakamoto         | Rion Sumiyoshi         | Amber Glenn          |
| 2024    | Helsinki          | Hana Yoshida           | Rino Matsuike          | Lara Naki Gutmann    |

### Couples
| Édition | Lieu              | Or                                       | Argent                                  | Bronze                                  |
| ------- | ----------------- | ---------------------------------------- | --------------------------------------- | --------------------------------------- |
| 1996    | Saint-Pétersbourg | Mandy Wötzel / Ingo Steuer               | Marina Eltsova / Andrei Bushkov         | Oksana Kazakova / Artur Dmitriev        |
| 1997    | Saint-Pétersbourg | Marina Eltsova / Andrei Bushkov          | Evgenia Shishkova / Vadim Naumov        | Marie-Claude Savard-Gagnon / Luc Bradet |
| 1998    | Moscou            | Elena Berejnaïa / Anton Sikharulidze     | Xue Shen / Hongbo Zhao                  | Kyoko Ina / John Zimmerman              |
| 1999    | Saint-Pétersbourg | Maria Petrova / Aleksey Tikhonov         | Xue Shen / Hongbo Zhao                  | Tatiana Totmianina / Maksim Marinin     |
| 2000    | Saint-Pétersbourg | Elena Berejnaïa / Anton Sikharulidze     | Xue Shen / Hongbo Zhao                  | Dorota Zagórska / Mariusz Siudek        |
| 2001    | Saint-Pétersbourg | Elena Berejnaïa / Anton Sikharulidze     | Maria Petrova / Aleksey Tikhonov        | Sarah Abitbol / Stéphane Bernadis       |
| 2002    | Moscou            | Xue Shen / Hongbo Zhao                   | Maria Petrova / Aleksey Tikhonov        | Julia Obertas / Alexei Sokolov          |
| 2003    | Moscou            | Tatiana Totmianina / Maksim Marinin      | Qing Pang / Jian Tong                   | Dan Zhang / Hao Zhang                   |
| 2004    | Moscou            | Dan Zhang / Hao Zhang                    | Julia Obertas / Sergei Slavnov          | Aljona Savchenko / Robin Szolkowy       |
| 2005    | Saint-Pétersbourg | Tatiana Totmianina / Maksim Marinin      | Julia Obertas / Sergei Slavnov          | Dorota Zagórska / Mariusz Siudek        |
| 2006    | Moscou            | Aljona Savchenko / Robin Szolkowy        | Maria Petrova / Aleksey Tikhonov        | Yuko Kavaguti / Alexandre Smirnov       |
| 2007    | Moscou            | Dan Zhang / Hao Zhang                    | Aljona Savchenko / Robin Szolkowy       | Yuko Kavaguti / Alexandre Smirnov       |
| 2008    | Moscou            | Dan Zhang / Hao Zhang                    | Yuko Kavaguti / Alexandre Smirnov       | Tatiana Volosozhar / Stanislav Morozov  |
| 2009    | Moscou            | Qing Pang / Jian Tong                    | Yuko Kavaguti / Alexandre Smirnov       | Keauna McLaughlin / Rockne Brubaker     |
| 2010    | Moscou            | Yuko Kavaguti / Alexandre Smirnov        | Narumi Takahashi / Mervin Tran          | Amanda Evora / Mark Ladwig              |
| 2011    | Moscou            | Aljona Savchenko / Robin Szolkowy        | Yuko Kavaguti / Alexandre Smirnov       | Stefania Berton / Ondrej Hotarek        |
| 2012    | Moscou            | Tatiana Volosozhar / Maksim Trankov      | Vera Bazarova / Yuri Larionov           | Caydee Denney / John Coughlin           |
| 2013    | Moscou            | Aljona Savchenko / Robin Szolkowy        | Vera Bazarova / Yuri Larionov           | Kirsten Moore-Towers / Dylan Moscovitch |
| 2014    | Moscou            | Ksenia Stolbova / Fedor Klimov           | Evgenia Tarasova / Vladimir Morozov     | Kristina Astakhova / Alexei Rogonov     |
| 2015    | Moscou            | Ksenia Stolbova / Fedor Klimov           | Yuko Kavaguti / Alexandre Smirnov       | Cheng Peng / Hao Zhang                  |
| 2016    | Moscou            | Aljona Savchenko / Bruno Massot          | Natalja Zabijako / Aleksandr Enbert     | Kristina Astakhova / Alexei Rogonov     |
| 2017    | Moscou            | Evgenia Tarasova / Vladimir Morozov      | Ksenia Stolbova / Fedor Klimov          | Kristina Astakhova / Alexei Rogonov     |
| 2018    | Moscou            | Evgenia Tarasova / Vladimir Morozov      | Nicole Della Monica / Matteo Guarise    | Daria Pavliuchenko / Denis Khodykin     |
| 2019    | Moscou            | Aleksandra Boikova / Dmitrii Kozlovskii  | Evgenia Tarasova / Vladimir Morozov     | Minerva Fabienne Hase / Nolan Seegert   |
| 2020    | Moscou            | Aleksandra Boikova / Dmitrii Kozlovskii  | Anastasia Mishina / Aleksandr Galliamov | Apollinariia Panfilova / Dmitry Rylov   |
| 2021    | Sotchi            | Anastasia Mishina / Aleksandr Galliamov  | Daria Pavliuchenko / Denis Khodykin     | Yasmina Kadyrova / Ivan Balchenko       |
| 2022    | Espoo             | Rebecca Ghilardi / Filippo Ambrosini     | Alisa Efimova / Ruben Blommaert         | Anastasiia Metelkina / Daniil Parkman   |
| 2023    | Espoo             | Minerva Fabienne Hase / Nikita Volodin   | Sara Conti / Niccolò Macii              | Maria Pavlova / Alexei Sviatchenko      |
| 2024    | Helsinki          | Deanna Stellato-Dudek / Maxime Deschamps | Maria Pavlova / Alexei Sviatchenko      | Rebecca Ghilardi / Filippo Ambrosini    |

### Danse
| Édition | Lieu              | Or                                      | Argent                                       | Bronze                                       |
| ------- | ----------------- | --------------------------------------- | -------------------------------------------- | -------------------------------------------- |
| 1996    | Saint-Pétersbourg | Anzhelika Krylova / Oleg Ovsiannikov    | Irina Lobatcheva / Ilia Averboukh            | Elizabeth Punsalan / Jerod Swallow           |
| 1997    | Saint-Pétersbourg | Anzhelika Krylova / Oleg Ovsiannikov    | Irina Lobatcheva / Ilia Averboukh            | Tatiana Navka / Nikolai Morozov              |
| 1998    | Moscou            | Anzhelika Krylova / Oleg Ovsiannikov    | Irina Lobatcheva / Ilia Averboukh            | Tatiana Navka / Roman Kostomarov             |
| 1999    | Saint-Pétersbourg | Barbara Fusar-Poli / Maurizio Margaglio | Shae-Lynn Bourne / Victor Kraatz             | Sylwia Nowak / Sebastien Kolasinski          |
| 2000    | Saint-Pétersbourg | Barbara Fusar-Poli / Maurizio Margaglio | Irina Lobatcheva / Ilia Averboukh            | Galit Chait / Sergei Sakhnovski              |
| 2001    | Saint-Pétersbourg | Barbara Fusar-Poli / Maurizio Margaglio | Galit Chait / Sergei Sakhnovski              | Olena Hrushyna / Ruslan Honcharov            |
| 2002    | Moscou            | Irina Lobatcheva / Ilia Averboukh       | Tatiana Navka / Roman Kostomarov             | Albena Denkova / Maxim Staviski              |
| 2003    | Moscou            | Tatiana Navka / Roman Kostomarov        | Tanith Belbin / Benjamin Agosto              | Galit Chait / Sergei Sakhnovski              |
| 2004    | Moscou            | Tatiana Navka / Roman Kostomarov        | Olena Hrushyna / Ruslan Honcharov            | Federica Faiella / Massimo Scali             |
| 2005    | Saint-Pétersbourg | Tatiana Navka / Roman Kostomarov        | Galit Chait / Sergei Sakhnovski              | Oksana Domnina / Maksim Chabaline            |
| 2006    | Moscou            | Tanith Belbin / Benjamin Agosto         | Oksana Domnina / Maksim Chabaline            | Isabelle Delobel / Olivier Schoenfelder      |
| 2007    | Moscou            | Oksana Domnina / Maksim Chabaline       | Nathalie Péchalat / Fabian Bourzat           | Anna Zadorozhniuk / Sergei Verbillo          |
| 2008    | Moscou            | Jana Khokhlova / Sergey Novitski        | Oksana Domnina / Maksim Chabaline            | Meryl Davis / Charlie White                  |
| 2009    | Moscou            | Meryl Davis / Charlie White             | Anna Cappellini / Luca Lanotte               | Ekatarina Rubleva / Ivan Shefer              |
| 2010    | Moscou            | Ekaterina Bobrova / Dmitri Soloviev     | Nóra Hoffmann / Maxim Zavozin                | Elena Ilinykh / Nikita Katsalapov            |
| 2011    | Moscou            | Meryl Davis / Charlie White             | Kaitlyn Weaver / Andrew Poje                 | Ekaterina Bobrova / Dmitri Soloviev          |
| 2012    | Moscou            | Tessa Virtue / Scott Moir               | Elena Ilinykh / Nikita Katsalapov            | Victoria Sinitsina / Ruslan Zhiganshin       |
| 2013    | Moscou            | Ekaterina Bobrova / Dmitri Soloviev     | Kaitlyn Weaver / Andrew Poje                 | Madison Chock / Evan Bates                   |
| 2014    | Moscou            | Madison Chock / Evan Bates              | Elena Ilinykh / Ruslan Zhiganshin            | Penny Coomes / Nicholas Buckland             |
| 2015    | Moscou            | Kaitlyn Weaver / Andrew Poje            | Anna Cappellini / Luca Lanotte               | Victoria Sinitsina / Ruslan Zhiganshin       |
| 2016    | Moscou            | Ekaterina Bobrova / Dmitri Soloviev     | Madison Chock / Evan Bates                   | Kaitlyn Weaver / Andrew Poje                 |
| 2017    | Moscou            | Maia Shibutani / Alex Shibutani         | Ekaterina Bobrova / Dmitri Soloviev          | Aleksandra Stepanova / Ivan Bukin            |
| 2018    | Moscou            | Aleksandra Stepanova / Ivan Bukin       | Sara Hurtado / Kirill Khaliavin              | Christina Carreira / Anthony Ponomarenko     |
| 2019    | Moscou            | Victoria Sinitsina / Nikita Katsalapov  | Piper Gilles / Paul Poirier                  | Sara Hurtado / Kirill Khaliavin              |
| 2020    | Moscou            | Victoria Sinitsina / Nikita Katsalapov  | Tiffany Zahorski / Jonathan Guerreiro        | Anastasia Skoptsova / Kirill Aleshin         |
| 2021    | Sotchi            | Victoria Sinitsina / Nikita Katsalapov  | Charlène Guignard / Marco Fabbri             | Laurence Fournier Beaudry / Nikolaj Sørensen |
| 2022    | Espoo             | Piper Gilles / Paul Poirier             | Kaitlin Hawayek / Jean-Luc Baker             | Juulia Turkkila / Matthias Versluis          |
| 2023    | Espoo             | Madison Chock / Evan Bates              | Laurence Fournier Beaudry / Nikolaj Sørensen | Juulia Turkkila / Matthias Versluis          |
| 2024    | Helsinki          | Lilah Fear / Lewis Gibson               | Piper Gilles / Paul Poirier                  | Juulia Turkkila / Matthias Versluis          |